# Sadok
Veliki svećenik Sadok (heb צדוק Tsadoq, što znači "Pravedni", oko 1000. godina pr. Kr.) - je živio u vrijeme kraljeva Davida i Salomona. Prema Prvoj knjizi o Kraljevima 1:39, veliki svećenik Sadok je pomazao Solomona za kralja. Bio je je prvi veliki svećenik u Jeruzalemskom hramu nakon što ga je podigao kralj Salomon.
Sadok je po muškoj liniji potjecao od prvog velikog svećenika Arona (Druga Knjiga o Samuelu 8:17; Prva knjiga Ljetopisa 24:3).
Biblija ga spominje kao odlučnog protivnika poganskog štovanja u Jeruzalemu (Ezekiel 44:15, 43:19).
Sadokovi muški nasljednici će još 800 godina obnašati službu Velikog svećenika, većinu vremena sve do sredine II. stoljeća prije Krista.
Njegovo ime se, uz proroka Natana spominje u Handelovoj krunidbenoj himni Svećenik Sadok (eng. Zadok the Priest); djelu kojega Handel skladao za krunidbu kralja Velike Britanije i Irske Georga II. Hanoverskog.

## Vanjske poveznice
- Pojam i služba svećenika u Svetom pismu Staroga i Novoga zavjeta, Adalbert Rebić, 1971., v. osobito str. 29 do 35